# Маралды (Жанасемейский район)
Маралды (каз. Маралды) — село в Жанасемейском районе Абайской области Казахстана. Входит в состав Жиеналинского сельского округа. Код КАТО — 632849200.

## Население
В 1999 году население села составляло 180 человек (91 мужчина и 89 женщин). По данным переписи 2009 года, в селе проживало 195 человек (103 мужчины и 92 женщины).